# Henry B. Walthall
Henry Brazeale Walthall (Shelby County, 16 de março de 1878 - Monróvia, 17 de junho de 1936) foi um ator de teatro e de cinema estadunidense da era do cinema mudo, que atuou em 327 filmes entre 1908 e 1936.

## Biografia
Nasceu numa região agrícola, perto de Shelby County, Alabama, um de oito irmãos. Seu pai, Junius Leigh Walthall, era um nativo da Virginia que servira como capitão entre os confederados, e se tornara importante na política do Alabama. Walthall se alistou no First Alabama Regiment e atuou na Guerra Hispano-Americana, mas contraiu malária em Jacksonville, Flórida, deixando o campo de ação.
Estudou leis no Howard College, mas desistiu após seis meses para tentar a carreira teatral em Nova Iorque, estreando no palco em 1901. Atuou em várias peças e, enquanto estava na peça da Broadway The Great Divide, em 1906, conheceu no elenco James Kirkwood. Kirkwood se tornou diretor cinematográfico e apresentou Walthall a D.W. Griffith. Walthall atuou em alguns filmes de Kirkwood. Seu primeiro filme foi Rescued from an Eagle's Nest, em 1908, pelo Edison Studios. Em 1909, atuou já num filme de D. W. Griffith, A Convict's Sacrifice, pela Biograph Company.

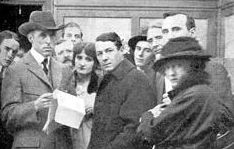
Walthall ao lado de D. W. Griffith, diretor de grande parte de seus filmes.

Griffith se tornaria nos anos seguintes um ávido diretor de filmes e, em nas dezenas de filmes lançados por ele, entre 1909 e 1914, Walthall quase sempre esteve presente nos elencos dessas produções. Seus papéis, porém, não eram exatamente relevantes nesses filmes e, por isso, Whaltall permaneceu um desconhecido do público.
O sucesso e a fama, finalmente, chegariam em 1915, quando Whalthall se destacou no papel do Coronel Ben Cameron, no épico e controvertido filme O Nascimento de Uma Nação, de D.W. Griffith. Atuando ao lado das atrizes Lillian Gish e Mae Marsh, em O Nascimento de Uma Nação, Walthall foi alçado à condição de estrela do cinema.
No início dos anos 20, Whaltall conseguiu se tornar o protagonista de seus próprios filmes, porém, com o passar dos anos teve de se contentar novamente com papéis secundários. No filme A Mulher Marcada, de 1926, voltou a dividir cena com Lillian Gish, com quem já havia trabalhado antes em O Nascimento de Uma Nação. Em 1926, foi também coadjuvante do celebrado ator de filmes de horror Lon Chaney, no filme O Homem de Singapura.
A carreira de Walthall no cinema continuou durante os anos 30 e 40, quando ele passou a assumir papéis nos mais variados tipos de filmes. Acabou vindo a falecer em 1936, aos 58 anos de idade, vítima de uma gripe influenza. Seus últimos filmes, lançados no mesmo ano de sua morte, foram A Boneca do Diabo e O Titã dos Ares, em 1936.

## Vida pessoal
Casou com a atriz Isabel Fenton, em 1907, divorciando-se em 1917, casando então com a atriz Mary Charleson, em 1918, ficando casado com ela até sua morte, em 17 de junho de 1936. Com Mary teve uma filha, Patrícia Walthal, também atriz.
Faleceu em 17 de junho de 1936, e foi sepultado no Hollywood Forever Cemetery.

## Filmografia parcial
- Rescued from an Eagle's Nest (1908)
- A Convict's Sacrifice (1909)
- A Strange Meeting (1909)
- The Mended Lute (1909)
- They Would Elope (1909)
- The Better Way (1909)
- With Her Card (1909)
- Pranks (1909)
- The Mills of the Gods (1909)
- The Sealed Room (1909)
- The Little Darling (1909)
- The Hessian Renegades (1909)
- The Children's Friend (1909)
- Getting Even (1909)
- The Broken Locket (1909)
- In Old Kentucky (1909)
- A Fair Exchange (1909)
- Leather Stocking (1909)
- Wanted, a Child (1909)

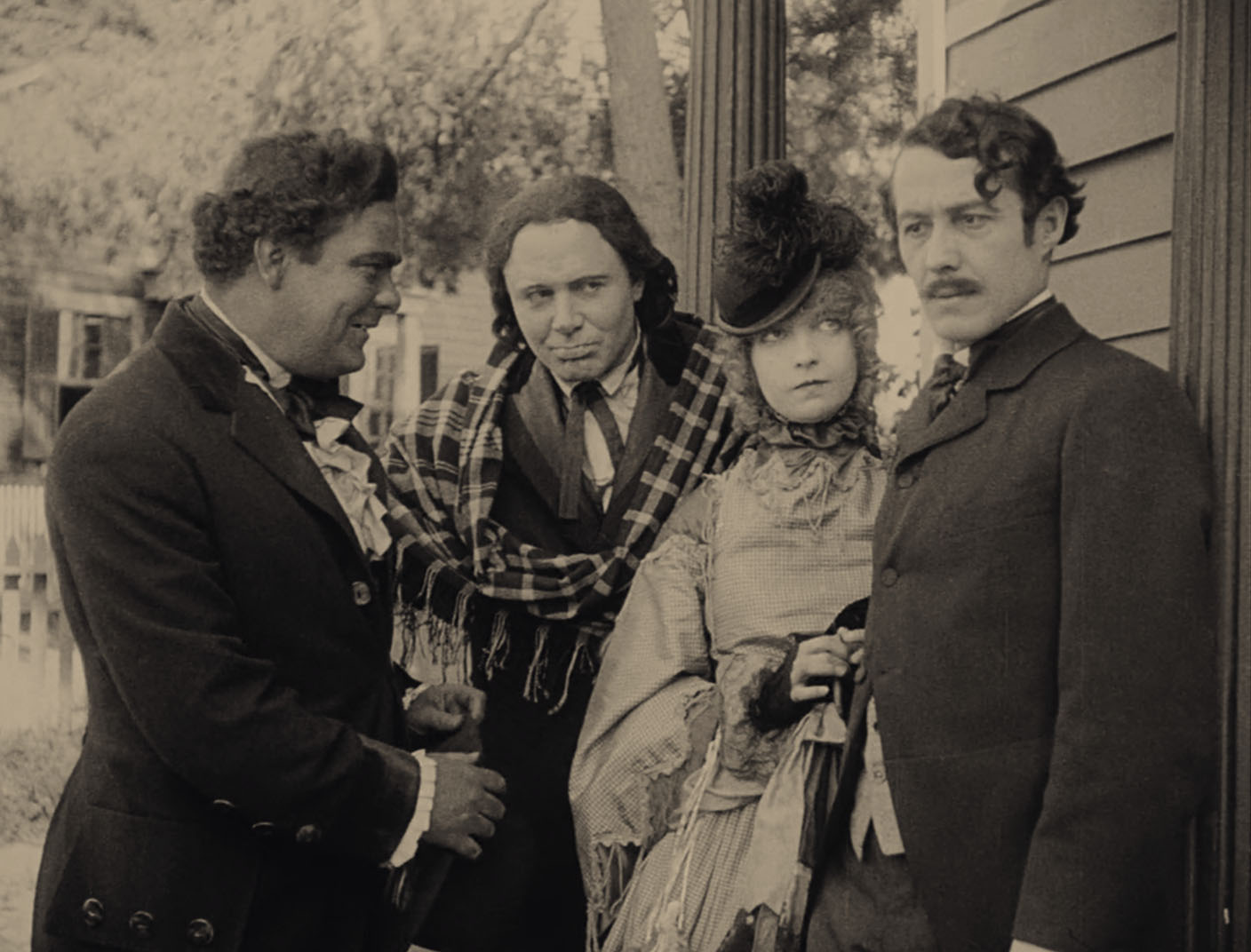
George Siegmann, Ralph Lewis, Lillian Gish e Henry B. Walthall em The Birth of a Nation (1915)

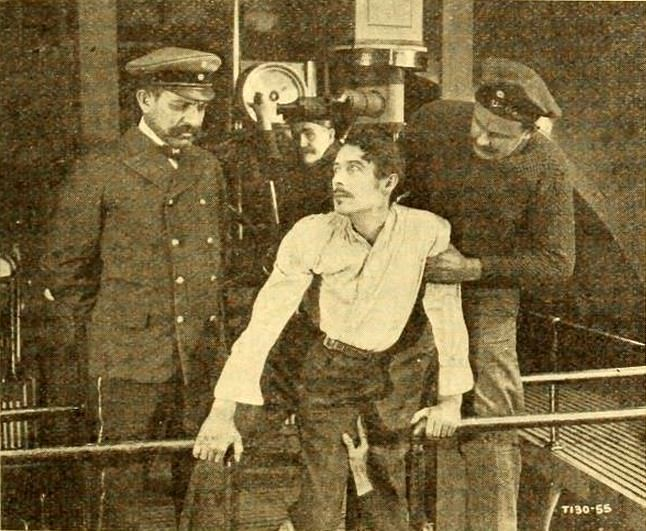
The False Faces (1919), com Henry B. Walthall

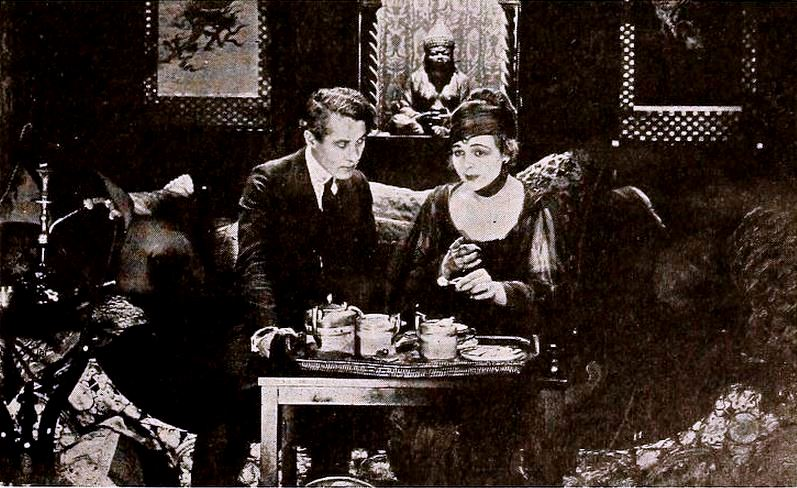
The Long Arm of Mannister (1919), com Henry B. Walthall e Helene Chadwick

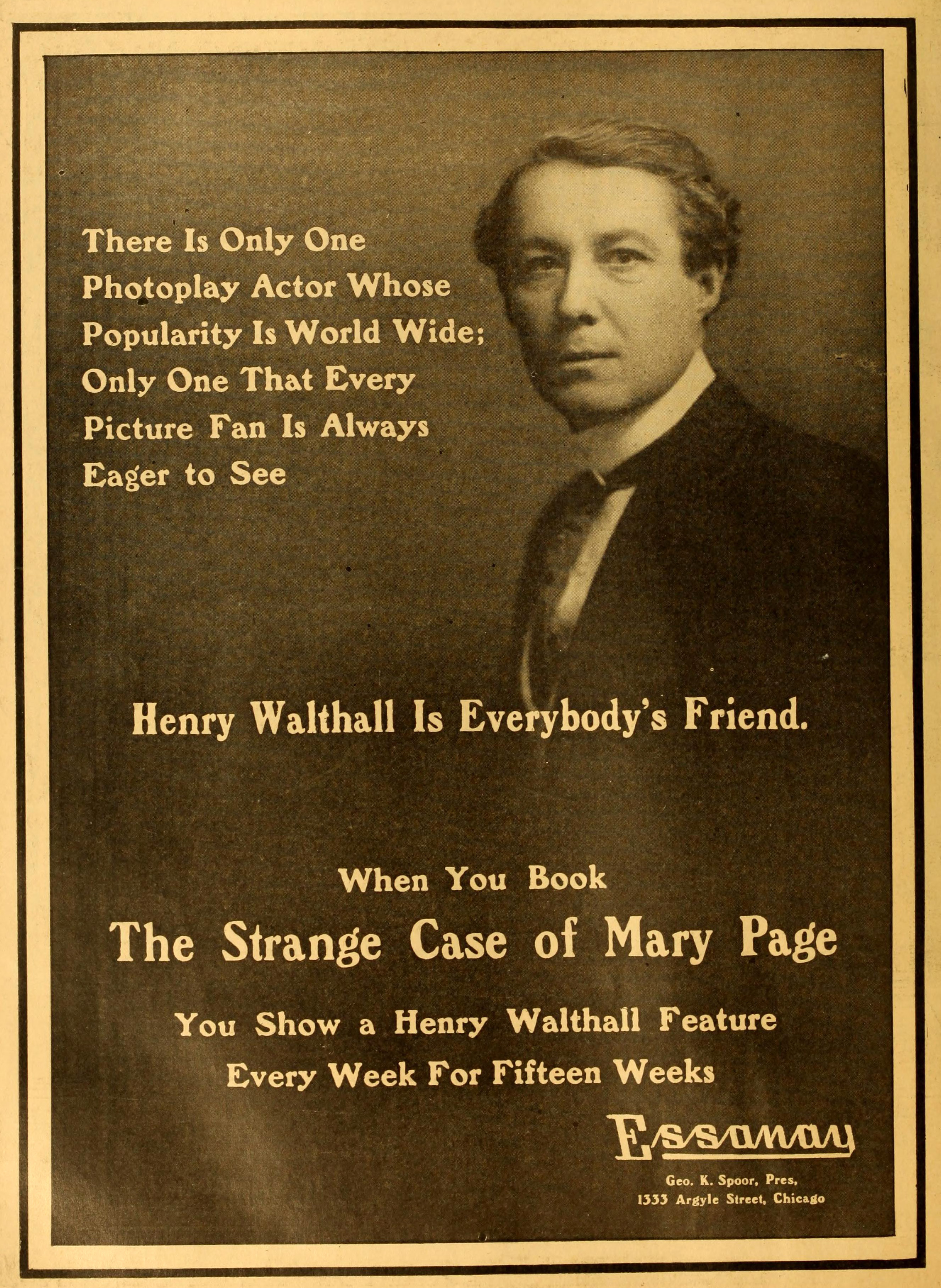
Cartaz anunciando Walthall no seriado The Strange Case of Mary Page (1916)

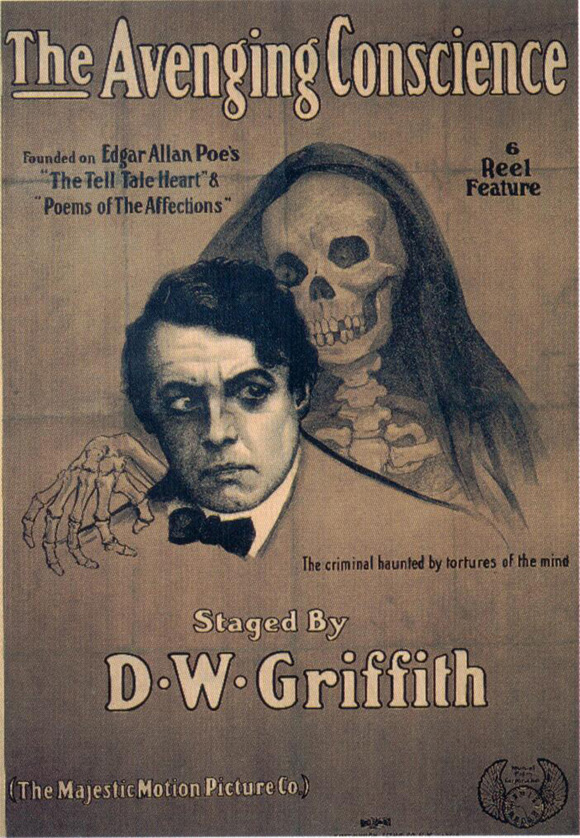
Cartaz do filme The Avenging Conscience (1914)

- Pippa Passes ou The Song of Conscience (1909)
- Fools of Fate (1909)
- A Corner in Wheat (1909)
- The Test (1909)
- In a Hempen Bag (1909)
- A Trap for Santa Claus (1909)
- In Little Italy (1909)
- The Day After (1909)
- Choosing a Husband (1909)
- The Heart of an Outlaw (1909)
- On the Reef (1910)
- The Honor of His Family (1910)
- The Cloister's Touch (1910)
- One Night and Then (1910)
- His Last Burglary (1910)
- The Thread of Destiny (1910)
- In Old California (1910)
- The Converts (1910)
- Gold Is Not All (1910)
- His Last Dollar (1910)
- The Two Brothers (1910)
- Thou Shalt Not (1910)
- The Tenderfoot's Triumph (1910)
- The Way of the World (1910)
- The Gold Seekers (1910)
- Love Among the Roses (1910)
- Ramona (1910)
- A Child of the Ghetto (1910)
- In the Border States (1910)
- The Face at the Window (1910)
- The Call to Arms (1910)
- The House with Closed Shutters (1910)
- The Usurer (1910)
- The Sorrows of the Unfaithful (1910)
- Wilful Peggy (1910)
- A Summer Idyll (1910)
- In Life's Cycle (1910)
- The Oath and the Man (1910)
- Rose O'Salem Town (1910)
- The Iconoclast (1910)
- Two Daughters of Eve (1912)
- A Change of Spirit (1912)
- The Inner Circle (1912)
- Friends (1912)
- So Near, Yet so Far (1912)
- A Change of Spirit (1912)
- An Unseen Enemy (1912)
- A Feud in the Kentucky Hills (1912)
- In the Aisles of the Wild (1912)
- The One She Loved (1912)
- The Painted Lady (1912)
- My Baby (1912)
- The Informer (1912)
- Brutality (1912)
- My Hero (1912)
- The Burglar's Dilemma (1912)
- Three Friends (1913)
- Love in an Apartment Hotel (1913)
- Broken Ways (1913)
- The Unwelcome Guest (1913)
- The Sheriff's Baby (1913)
- The Perfidy of Mary (1913)
- The Little Tease (1913)
- The Lady and the Mouse (1913)
- If We Only Knew (1913)
- The Wanderer (1913)
- The Stolen Loaf (1913)
- The House of Darkness (1913)
- Death's Marathon (1913)
- The Mothering Heart (1913)
- Her Mother's Oath (1913)
- Two Men of the Desert (1913)
- The Battle at Elderbush Gulch (1913)
- Judith of Bethulia (1914)
- Home, Sweet Home (1914)
- Lord Chumley (1914)
- The Avenging Conscience ou Thou Shalt Not Kill (1914)
- The Birth of a Nation (1915)
- The Strange Case of Mary Page (1916)
- The Great Love (1918)
- The False Faces (1919)
- The Kickback (1922)
- Kentucky Pride (1925)
- The Road to Mandalay (1926)
- The Scarlet Letter (1926)
- The Barrier (1926)
- Wings (1927)
- London After Midnight (1927)
- The Trespasser (1929)
- Speakeasy (1929)
- The Bridge of San Luis Rey (1929)
- Abraham Lincoln (1930)
- The Cabin in the Cotton (1932)
- Ride Him, Cowboy (1932)
- The Whispering Shadow (1933)
- The Wolf Dog (1933)
- Rua 42 (1933)
- Viva Villa! (1934)
- Judge Priest (1934)
- A Tale of Two Cities (1935)
- The Devil-Doll (1936)